# Стокс, Чейз
Джеймс Александр Чейз Стокс (англ. James Alexander Chase Stokes; род. 16 сентября 1992, Аннаполис) — американский актёр, наиболее известный исполнением главной роли в сериале «Внешние отмели» производства Netflix.

## Биография
Родился в 1992 году в Мэриленде, Новая Англия. Вскоре после рождения единственного сына родители развелись. В дальнейшем Стоукс с матерью жил сперва в Джорджии, а в подростковом возрасте — во Флориде, в городе Орландо, где учился в школе Тимбер-Крик.
Студенческие годы также провёл во Флориде, где сперва окончил Колледж Валенсия в Орландо со степенью бакалавра, а затем учился в Университете Центральной Флориды в том же городе и в Колледже Семинол. В юности уделял много времени хоккею и мечтал стать профессиональным хоккеистом.
Карьера Стокса на телевидении началась с эпизодических ролей, в которых он снимался с 2014 по 2020 год (в частности, снялся в эпизодической роли в сериале «Очень странные дела»), пока не получил главную роль в сериале «Внешние отмели», где сыграл главную роль подростка по имени Джей Би Раутледж, в трёх сезонах, после чего сериал был продлён (в 2023 году) на четвёртый сезон. Сериал, равно как и актёрская игра Стокса, получили в основном положительные отзывы критиков и зрителей.
В 2020—2021 годах Стокc встречался со своей партнершей по сериалу «Внешние отмели» Мэдлин Клайн Пара рассталась в октябре 2021 года. В 2023 году он сообщил журналистам, что состоит в отношениях с кантри-певицей Келси Баллерини. Репортажи об отношениях Баллерини и Стокса систематически публикуются в англоязычных «глянцевых» журналах.